# Dance Magic (Foxes)
Dance Magic è un singolo della cantante britannica Foxes, pubblicato il 13 ottobre 2021 come secondo estratto dal terzo album in studio The Kick.

## Composizione
Al pari del precedente singolo Sister Ray, anche questo brano è stato scritto durante la pandemia di COVID-19 dalla cantante stessa insieme a James Greenwood e Tom Havelock. La musica è stata composta in Fa# Maggiore (F# Maj) con 123 BPM per minuto.

## Tracce
1. Dance Magic – 2:45